# Гідіч
Гідіч (рум. Ghidici) — комуна у повіті Долж в Румунії. До складу комуни входить єдине село Гідіч.
Комуна розташована на відстані 239 км на захід від Бухареста, 68 км на південний захід від Крайови.

## Населення
У 2009 року у комуні проживали 2509 осіб.

## Зовнішні посилання
- Дані про комуну Гідіч на сайті Ghidul Primăriilor [Архівовано 20 жовтня 2010 у Wayback Machine.]